# قانون ويرث

"" قانون ويرث "" هو قانون تجريبي صاغه نيكلاوس ويرث في عام 1995، والذي وفقًا لـ 
قالب:الويب link: {{Foreign citation | langue = ar | البرنامج يصبح أبطأ بسرعة أبح الأجهزة أسررجع>.
نسب نيكلاوس ويرث هذا القانون إلى مارتن ريزر.

## شرح
قالب:قسم إلى المصدر
في الحوسبة ، حيث تصبح الأجهزة أسرع وأسرع ، بموجب قانون مور ، يوضح قانون ويرث أن البرامج لا تسرع في الواقع. على العكس من ذلك ، فهم يكبرون ويتباطأون ، ويبرر المطورون هذا البطء المفرط بتعويضه بقانون مور.
وهكذا يصبح قانون مور ذريعة لإنتاج السمنة. في الواقع ، يأخذ المبرمجون في الاعتبار بشكل أساسي تجربة المستخدم بدلاً من الكفاءة الفعلية قالب:Reference required. لذلك فإن البرنامج يعاني من بطء ملحوظ مستمر على الرغم من زيادة قوة المعالج لأجهزته. من وجهة نظر مالية ، لا تهتم الشركة التي تقوم بتطوير البرمجيات بجعل المبرمجين يعملون على التحسين لأن عائد الاستثمار منخفض (نظرًا لأن المستخدمين معتادون على هذه التأخيرات ، فإن القليل جدًا من الأشخاص يرفضون شراء البرامج لهذا السبب من البطء).
في الواقع ، يتيح الوصول إلى أجهزة أسرع وأسرع للمطورين التركيز على إمكانية صيانة البرامج على حساب التحسين. هذا النهج يجعل من الممكن تقليل وقت التطوير للتحديثات والوظائف الجديدة ، مما يجعل من الممكن الحصول على برامج أكثر استقرارًا بمرور الوقت. «في النهاية» ، تتجنب الاضطرار إلى إجراء عملية استبدال باهظة الثمن للبرامج التي أصبحت حاسمة ولكنها سيئة الصيانة ، على سبيل المثال في البنوك. في الأيام الأولى للحوسبة ، مع وجود ذاكرة محدودة للمبرمجين وسرعة حوسبة محدودة ، ركزت البرمجة على التحسين على حساب قابلية الصيانة ، مما أدى إلى تكلفة إضافية 
بينما زادت قوة الحوسبة ، زادت سرعة الاتصال بالخارج بشكل ضئيل للغاية. يمكن أن يمثل وقت الوصول على الأقراص الثابتة ، على الأقراص الثابتة «الكلاسيكية» المزودة بأطباق ورؤوس قراءة مغناطيسية ، جزءًا كبيرًا من زمن الوصول في أتمتة المكاتب. أدى وصول ذاكرات تخزين ذاكرة الفلاش (SSD) إلى تغيير هذا الوضع قالب:Reference required.

## أمثلة
شهدت مجموعة مايكروسوفت أوفيس مضاعفة متطلبات الأجهزة الخاصة بها في ثماني سنوات ، حيث انتقلت من معالج Pentium (أو ما يعادله) إلى قالب:Unit لـ  Office 2000  إلى معالج Pentium بسرعة قالب:Unit لـ  Office 2007. الوضع أسوأ من ناحية الذاكرة. ومع ذلك ، فإن هذه «العانة» لم يرافقها تكاثر في الوظائف من نفس الحجم. على العكس من ذلك ، وفقًا للناشر ، أصبح التتمة بطيئة ومربكة بشكل متزايد بمرور الوقت ، مما قلل من إنتاجيتها وكفاءتها.
يمكن إجراء نفس الملاحظات مع نظام التشغيل الرئيسي من نفس البائع ، مايكروسوفت ويندوز. وبالتالي ، يتطلب ويندوز فيستا طاقة معالج أكبر بثلاث مرات على الأقل من ويندوز إكس بي لتشغيل  أو أدوبي أكروبات ، على أنهما يعانيان من الخلل ويصبح بطيئًا بشكل متزايد مع كل إصدار بدون مبرر.
ومع ذلك ، هناك أمثلة على التعاون